# Penwortham Castle Hill
Penwortham Castle Hill är ett slott i Storbritannien.   Det ligger i grevskapet Lancashire och riksdelen England, i den centrala delen av landet, 300 km nordväst om huvudstaden London. Penwortham Castle Hill ligger 20 meter över havet.
Terrängen runt Penwortham Castle Hill är platt.Runt Penwortham Castle Hill är det tätbefolkat, med 819 invånare per kvadratkilometer. Närmaste större samhälle är Preston, 1,4 km nordost om Penwortham Castle Hill. Runt Penwortham Castle Hill är det i huvudsak tätbebyggt.